# Енгелхард II Нотхафт
Енгелхард II Нотхафт (на немски: Engelhard II Nothafft von Wildstein; * ок. 1260; † 1309) от фамилията Нотхафт е господар на Вилдщайн (Skalná) в Чехия и на замък Вернберг 
в Горен Пфалц в Бавария.
Той е син на Енгелхард I Нотхафт, господар на Вилдщайн († сл. 1297) и съпругата му Катарина фон Хоенберг. Внук е на Албертус II 'Стари' Нотхафт, господар на Вилдщайн († 1265). Правнук е на Адалбертус I Нотхафт († сл. 1183). Брат му Кристоф е каноник в Залцбург, споменат през 1313 г. Сестра му Мехтилд Нотхафт е омъжена пр. 1299 г. за Йоханес Рабе фон Мехелгрюн.
Енгелхард II Нотхаффт продава замък Вилдщайн на зет си Йоханес Рабе фон Мехелгрюн, съпругът на сестра му Мехтилд, и се мести в ново-получения му замък Вернберг, намиращ се между Вайден и Наббург. Ок. 1280 г. Енгелхард се жени с Аделхайд, дъщерята на Конрад фон Паулсдорф. Конрад предава на зет си Енгелхард дворецът Вернберг, който малко преди това е купил от ландграф Лойхтенберг.
Син му Конрад 'Стария' е издигнат на благородник през 1320 г. от крал Лудвиг Баварски и получава различни собствености в и около Вернберг, купува 1333 г. замък Хайлсберг (окръг Регенсбург) и започва да се нарича „Конрад 'Стари' фон Хайлсберг“. Другите му синове Конрад „Младия“ и Хайнрих III си разделят имението Вернберг, а Йохан II влиза в Немския орден.
Син му Хайнрих III, който започва да се нарича „Хайнрих Нотхафт фон Вернберг“, увеличава собственостите си и също успява да купи наследствените интереси на братята си. През 1367 г. Хайнрих поставя цялата си бохемска собственост под закрилата на император Карл IV. След смърттта на Хайнрих III през 1373 г. Вернберг е наследен от син му рицар Албрехт XIII Нотхафт фон Вернберг цу Нойеглофсхайм († 1380).
Баварската фамилия Нотхафт измира през 1952 г. по мъжка линия.

## Фамилия
Енгелхард II Нотхафт се жени ок. 1280 г. за Аделхайд фон Паулсдорф, дъщеря на Конрад фон Паулсдорф. Те имат пет деца:
- Конрад Нотхафт 'Стари' (споменат 1320 – 1348, има деца)
- Конрад Нотхафт 'Млади' (споменат 1320 – 1332, има деца)
- Агнес Нотхафт, омъжена за Фридрих фон Щрайтберг
- Хайнрих III Нотхафт, господар на Вилдщайн (* ок. 1300; † 30 юли 1373), женен за Елизабет; имат четири сина и една дъщеря
- Йохан II Нотхафт (1337 – 1369, комтур на немския орден в Боцен, Торн и Регенсбург)